# Ténis (Egito)
Ténis (português europeu) ou Tênis (português brasileiro) (Tennis ou Tinnis) foi uma cidade da Antiguidade numa ilha do lago Manzala, poucos quilómetros a sudoeste da atual cidade de Porto Said, na costa mediterrânica do norte do Egito.
Fundada por imigrantes de Tânis, da qual tirou o nome, foi um portuária importante, de onde eram exportados os produtos agrícolas do Egito. Os têxteis de Tênis eram igualmente muito apreciados em todo o Médio Oriente.